# Прописка
Прописка  — радянська система контролю та керування міграцією громадян-мешканців, що склалася ще в Російській імперії. Була наново введена в СРСР і за часів панування сталінізму досягла свого найвищого розвитку. Система прописки як важливий інструмент тоталітаризму продовжила та розвинула жорстку феодальну прив'язку населення до певних територій у державі.
Прописка, як і її сьогоднішній варіант у РФ «реєстрація», відроджують принципи феодального закріпачення в умовах індустріального суспільства 20 і 21 ст.

## Період 1917—1932 рр.
Злам старих законів розпочала ще Лютнева революція 1917 року, коли Тимчасовий ряд скасував в державі смугу осілості. 
Відразу після перемоги перевороту в жовтні 1917 року в країні, яку поглинали хаос і революційний ажіотаж по руйнуванню старого, була скасована паспортна система Російської імперії. Але лібералізм нової, більшовицької влади почав швидко зникати через громадянську війну в країні, поглиблення розвалу в промисловості та на транспорті, мільйонну еміграцію із країни, необхідність утримання надалі вже захопленої влади. 
Вище позначені проблеми спонукали більшовицький уряд відродити паспортну систему. Декрет ВЦИК и СНК РСФСР від 25 червня 1919 року наказав ввести обов'язкові «трудові книжки», котрі фактично були першими паспортами. Первісно декрет мав повноваження в Петрограді та в Москві, куди перевели столицю нової держави. Обов'язкові «трудові книжки» були скасовані 1922 року по формальному припиненні громадянської війни в країні. За Законом від 24 січня 1922 р всі громадяни РРФСР отримали право вільного пересування по всій території РРФСР. Згідно з Декретом ВЦИК та СНК РСФСР від 20 липня 1923 року «Об удостоверении личности» ввели заборону вимагати від громадян РРФСР обов'язкового показу паспортів чи інших свідоцтв про громадянство.
Термін «прописка» був вперше введений постановою СНК РСФСР від 28 квітня 1925 року ( російською )«О прописке граждан в городских поселениях». Мала радянська енциклопедія, оприлюднена 1930 року, навіть мала статтю «Паспорт», де наголошувалось (російською): 
| ПАСПОРТ - особливий документ для посвідчення особи та права його пред'явника на відлучення з місця постійного проживання. Паспортна система була важливим знаряддям поліцейського впливу та податної політики в так званій поліцейській державі… Радянське право не знає паспортної системи.Оригінальний текст (рос.) ПАСПОРТ — особый документ для удостоверения личности и права его предъявителя на отлучку из места постоянного жительства. Паспортная система была важнейшим орудием полицейского воздействия и податной политики в так называемом полицейском государстве… Советское право не знает паспортной системы. |

## Період 1932—1991 рр.
1932 року в СРСР була введена єдина паспортна система та створена Паспортно-візова служба (ПВС), котра була підрозділом Народного комісаріату внутрішніх справ (НКВС). Паспортно-візова служба контролювала мешканців міст, робочих поселень і новобудов, чистку цих поселень від осіб, не зайнятих суспільно-корисним трудом, а також чисткою поселень від куркульських, злочинних та інших позазаконних елементів, з метою зміцнення диктатури пролетаріату. 
Зміцнення диктатури пролетаріату досягалось різними засобами. Країну вже провели через масові розстріли колишніх військових царської армії і громадянського населення, котрих захопили в Криму, вже почали діяти перші концентраційні табори для власного народу. Відроджена паспортна система від 1932 року поставила поза законом колишніх дворян, непманів і куркулів, яким не видавали паспортів (!) і яких силоміць виселяли із великих міст(!).
У період 1933 — 1935 рр. інститут прописки змінюється і стає жорстким і дозвільним ( тобто, аби отримати прописку, потрібен дозвіл радянської влади). Відтепер прописка стає впливовим важелем жорсткого державницького управління і контролем над міграцією громадян в кордонах країни.
У країні розпочалася індустріалізація, метою якої були перехід від аграрного до промислових способів суспільного виробництва, якій проходить через машинну стадію виробництва товарів і послуг. Розпочалась також і мілітаризація країни, більшовицьке керівництво якої тоді ще не відмовилось від спроб розв'язання світової революції і розпалення дестабілізаційних заворушень в буржуазних країнах Західної Європи. Це спонукатиме СРСР воювати з Польщею, підтримувати республіканських вояків в Іспанії, де обидві спроби закінчилися політичними і військовими поразками.
Індустріалізація проводилась за рахунок вимивання величезних мас селянства із селянських районів і міграції їх на нові будівельні майдани. Дефіцит робочої сили зменшували як за рахунок селянської міграції, так і за рахунок велетенської маси арештантів-зеків (зек — заарештований каналоармієць якого завгодно походження, який позбавлявся урядом низки громадянських прав і мав примусово відпрацювати на держ. будівництві певний строк безоплатно). Не маючи прописки було нескладно влаштуватися на роботу на об'єктах індустріалізації, адже там скрізь були потрібні низькокваліфіковані працівники, яких постачало село. Серед умов прописки на новому місті було підтвердження про наявність робочого місця. 
З'явилось декілька привабливих міст для проживання, серед яких опинились столиці республік, Ленінград та Москва. Серед законних засобів отримання московської прописки стає праця за робітничими низькокваліфікованими професіями впродовж обумовлених років. Виникає так званий ліміт прописки. Ліміт утримає свої позиції майже до розпаду СРСР у 1991 році.
Система майже кріпацького права була згодом розповсюджена на сільських мешканців СРСР. Вони були позбавлені права отримувати паспорти і прописку. Це породило низку обхідних шляхів задля отримання паспортів, серед яких служба в армії, вербування на комсомольські будівництва тощо. Селяни СРСР без паспортів не мали права користуватися літаками. Була введена заборона на перебування на будь-якій території СРСР без прописки. Винятками були лише канікули, відрядження, лікування в санаторіях, відпустки, відвідини родичів в інших містах.

## Загальне і приховане
Більшість законів радянської доби, які регулювали головні питання життя людей та прописки, ніколи повністю не оприлюднювалися. Численні укази Президії Верховної Ради СРСР та відповідні акти союзних республік, постанови Раднаркому та ЦК комуністичної партії, в тому числі найважливіші — внутрішніх справ, юстиції, фінансів, — мали позначки «Не для оприлюднення» («Не для печати»), «Не друкувати» («Не печатать»), «Не підлягає оголошенню» («Не подлежит оглашению»), «Таємно» («Секретно»), «Цілком таємно» («Совершенно секретно») тощо. Законодавство СРСР мало два боки: один, де відкрито і гласно — «для народу» — оголошували правову норму. І другу, секретну, котра і була головною, де ретельно прописували всім держслужбовцям, як саме слід тлумачити і розуміти закон та практично проводити його в життя. Закон часто міг мати лише одні загальні розділи, а його реалізація та практика використання розкривалася в секретних підзаконних актах, службових інструкціях, котрі видавала зацікавлена держустанова .

## Прописка в Україні
Конституційний Суд України 14 листопада 2001 року визнав інститут прописки неконституційним, проте відповідний закон був прийнятий лише два роки потому (11.12.2003 № 1382-IV «Про свободу пересування та вільний вибір місця проживання в Україні».) Законом була введена реєстрація за місцем проживання або місцем перебування. Для реєстрації було достатньо заяви від особи, паспорта, два талони про зняття з місця попередньої реєстрації та чека про сплату державного мита. Установа реєстрації позбавлена права відмовити в реєстрації в такому разі.
2 березня 2016 року Кабінет міністрів України постановою №207 затвердив правила реєстрації місця проживання та порядок передачі органами реєстрації інформації до Єдиного державного демографічного реєстру.
Відповідно до правил, реєстрація/зняття з реєстрації місця проживання/перебування здійснюється виконавчим органом сільської, селищної або міської ради, сільським головою (у разі, коли відповідно до закону виконавчий орган сільської ради не створений), на території відповідної адміністративно-територіальної одиниці, на яку поширюються повноваження відповідної сільської, селищної або міської ради.
Громадянин України, а також іноземець чи особа без громадянства, які постійно або тимчасово проживають в Україні, зобов'язані протягом 30 календарних днів після зняття з реєстрації місця проживання та прибуття до нового місця проживання зареєструвати своє місце проживання.
Реєстрація місця проживання/перебування або зняття з реєстрації місця проживання особи здійснюється в день подання особою або його представником документів. Реєстрація місця проживання за заявою особи може бути здійснена одночасно зі зняттям з попереднього місця проживання.
Реєстрація місця проживання здійснюється тільки за однією адресою.
Для реєстрації місця проживання особа або її представник подає:
1. заяву;
2. документ, до якого вносяться відомості про місце проживання;
3. квитанцію про сплату адміністративного збору;
4. документи, що підтверджують:
  - Право на проживання в житлі (наприклад, ордер, свідоцтво про право власності, договір найму (піднайму, оренди), рішення суду, яке набрало законної сили, про надання особі права на вселення в житлове приміщення і таке інше);
  - Право на перебування або взяття на облік у спеціалізованому соціальному закладі, установі соціального обслуговування та соціального захисту особи - довідка про взяття на обслуговування в установі, закладі (для осіб, які перебувають на обліку в цих установах або закладах);
  - Проходження служби у військовій частині, адреса якої вказується при реєстрації, - довідка про проходження служби у військовій частині (для військовослужбовців, крім строковиків);
5. військовий квиток або посвідчення про приписку (для громадян, які підлягають взяттю на військовий облік або перебувають на військовому обліку);
6. заяву про зняття з реєстрації місця проживання особи (в разі здійснення реєстрації місця проживання одночасно зі зняттям з реєстрації попереднього місця проживання).

У разі подання заяви представником особи додатково надаються:
- Документ, що посвідчує особу представника;
- Документ, що підтверджує повноваження особи як представника, крім випадків, коли заява подається законними представниками малолітньої дитини - батьками (усиновлювачами).

Забороняється вимагати для реєстрації місця проживання особи інші документи.
Також в постанові йдеться, що передача інформації про реєстрацію/зняття з реєстрації місця проживання/перебування фізичних осіб з реєстрів територіальних громад до Єдиного державного демографічного реєстру здійснюється після введення в експлуатацію відповідних програмних засобів.

## Прописка в Казахстані
Прописка зразка СРСР в Казахстані теж була замінена на реєстрацію. Згідно з постановою Уряду Республіки Казахстан «О внесении изменений и дополнений в Правила документирования и регистрации населения РК» № 696 від 17 серпня 2007 року громадяни країни також мають право на реєстрацію у роботодавця або в юридичних установах. Але в практиці ця юридична норма не спрацьовує, бо перешкоджає сплаті податків. До того ж, уряд країни унеможливив прописку в столичних містах Казахстану для вихідців із провінцій. Хоча існує дозвіл на дев'яностоденний термін перебування в столичних містах без реєстрації для громадян з інших місць проживання. Для порушників передбачені або попередження, або штрафи в розмірі п'яти місячних заробітків.